# Рембрант
Рембрант Харменсон ван Рајн (хол. Rembrandt Harmenszoon van Rijn; Лајден, 15. јул 1606 — Амстердам, 4. октобар 1669) био је холандски барокни сликар и графичар.
Један је од највештијих сликара „нарације” у историји уметности, изузетног умећа у уметности портрета и драмских сцена. Рембрант је такође познат као сликар светла и сене и један од оних који су били склони бескомпромисном реализму тако да су неки његови критичари изјавили да је „више волео ружно од лепог”. Рембрант је највећи и најпознатији холандски сликар и један од најутицајнијих уметника западноевропске уметности 17. века. Психолошка дубина његових портрета и продубљена интерпретација библијских догађаја које је радо сликао, остале су до данас јединствене и непоновљиве.
На почетку своје каријере и нешто касније, Рембрант је углавном сликао портрете. Мада је наставио да слика, ради гравире и понекад црта портрете током своје каријере, временом је то радио све ређе. Ипак, отприлике једну десетину његовог укупног дела чине насликани и гравирани аутопортрети, чињеница која је међу критичарима његовог дела довела до различитих нагађања.
Његово сликарство стилски припада бароку. Ово доба је познато као Златно доба Холандије, када је Холандија доживела политички, привредни и уметнички процват. Већ за живота Рембрантова дела су копирана и подражавана. После његове смрти критичари присталице класицизма нису имали високо мишљење о његовом сликарству, док су његове слике остале омиљене и на цени код приватних колекционара. У 18. веку појавили су се сликари у Немачкој и Енглеској који су били надахнути његовим делом. Рембрантов живот постао је предмет различитих митова и легенди. Тек средином 19. века појавили су се озбиљни истраживачи његовог живота и стваралаштва. Од 1970. „Истраживачки пројекат Рембрант” се бави истраживањем и приписивањем његових дела. Данас се сматра да је сам Рембрант насликао око 350 дела.
Главнину Рембрантовог стваралаштва чине библијска – и нешто мање – историјска, митолошка и алегоријска дела, у различитим верзијама слике, графике и цртежа пером и мастилом и црвеном и црном кредом. Кроз његову каријеру, промене у стилу су изузетне. Његов приступ композицији и приказу светла и сене – као и формалних елемената слике, контуре, форме, боје и потеза четкице, а у цртежу и графици, третман линије и тона, подложан је постепеној а понекад и наглој промени, чак и током израде једног дела. Слика позната као Ноћна стража (1640-42) је јасно прекретна тачка његовог стилског развоја. Те промене нису резултат неког случајног развоја, већ документ свесног истраживања сликовног и наративног, понекад као резултат дијалога с другим великим уметницима историје уметности.
По миту који је настао након његове смрти, Рембрант је умро сиромашан и несхваћен. Истина је да је пред крај његовог живота у Холандији реализам изашао из моде у корист неокласицизма. У сваком случају, његова међународна слава међу упућенима и колекционарима није престајала да расте. Одређени немачки и венецијански уметници осамнаестог столећа су чак стварали скоро сва своја дела користећи се његовим стилом. У доба романтизма Рембрант је постао нарочито популаран и сматран његовим претходником; од тог момента је виђен као један од највећих уметника историје уметности. У самој Холандији његова популарност је обновљена, и Рембрант је поново постао симбол величине у холандској уметности.

## Име Рембран(д)т
Лично име Рембрант у Холандији је – и још увек јесте – веома необично. Сродно је обичнијим холандским именима као Ремерт, Хербрант и Ејсбрант (Remmert, Gerbrand, и IJsbrand). Начин на који се Рембрант потписивао на својим делима је доживео значајне варијације. Као младић, своја дела је потписивао монограмом РХ (Рембрант Харменсон, „син Харменов”); од 1626/27, са РХЛ; и од 1632. као РХЛ ван Ријн (гдје Л у монограму највероватније значи Лајденђанин, „из Лајдена”, име места у ком је рођен). Са 26 година почео је да потписује своја дела једино личним именом, прво као Рембрант; а од 1633. године па надаље до смрти, као Рембрандт (са дт). Говорило се да је почео да користи само име у потпису зато што је себе сматрао једнаким великим уметницима ренесансе, Микеланђелу, Тицијану и Рафаелу, који су генерално такође познати само преко личног имена.

## Биографија

### Детињство и образовање
Рембрант је рођен у Лајдену 15. јула 1606. године као девето дете у добростојећој породици млинара Хармена Геритсона ван Рајна (Harmen Gerritszoon van Rijn) и пекарке Нелтген Вилемсдохтер ван Зојтбрук (Neeltgen Willemsdochter van Zuytbrouck). Као градско дете, Рембрант је од 1612. до 1616. похађао основну школу, а у периоду 1616—1620, калвинистичку латинску школу. Ту је учио библијску историју и дела класика. Уз то, добио је подуку из реторике, што је могло да утиче на његов каснији сликарски рад. После осмогодишњег школовања уписао се на студије филозофије на Универзитету у Лајдену. Убрзо је напустио студије да би започео школовање за сликара.
Његов први биограф, Јан Јанцон Орлеш (Jan Janszoon Orlers; 1570–1646), је написао Рембрантов животопис пун хвале на пола странице у свом „Опису града Лајдена” (Beschrijvinge der stadt Leyden, 1641). Ту је Орлеш казао да је Рембрант рано напустио латинску школу, и на свој захтев, био послат да учи сликарство. Чињеница да је Рембрант био уписан на Универзитет у Лајдену 20. маја 1620., није у супротности са овим. Било због пореза, или просто зато што су похађали латинску школу, у Лајдену није било неуобичајено да студенти буду регистровани на Универзитету без очекивања да ће присуствовати или похађати наставу. Ширина Рембрантовог интелектуалног развоја и његовог могућег утицаја на његово дело, и даље је предмет разних нагађања.
Од 1620. до 1624. био је ученик Јакоба Исакса ван Сваненбурха. Овај учитељ, школован у Италији, специјализовао се за сликање архитектуре и представа пакла. Постоји мишљење да су Сваненбурхове слике пакла побудиле у младом Рембранту интересовање за представљање светлости. Године 1624. провео је 6 месеци код историјског сликара Питера Ластмана у Амстердаму, што је на њега оставило јачи утицај него раније образовање. Ластман га је усмеравао ка историјском сликарству, које је у то време сматрано највишим родом сликарства. Школовање у радионицама два мајстора је био уобичајен начин стицања сликарских знања.

### Почетак професионалног бављења сликарством
Рембрант се 1625. вратио у Лајден. Тамо је са пријатељем Јаном Ливенсом отворио сликарску радионицу. Највише се бавио историјским сликарством, по узору на учитеља Ластмана, и портретским студијама карактера (трони). Три године касније израдио је прву гравиру и почео је да узима ученике. Исте године, секретар штатхоудера Холандије, Константин Хајгенс, показао је интересовање за Рембрантово сликарство. Он је посетио Лајден новембра 1628. Помагао је уметника и доносио му наруџбине. Тако је Рембрант 1629. и 1630. продао две слике енглеском краљу Лазарово ускрснуће и Јуда враћа 30 сребрњака. Та дела су често копирали други уметници. Рембрантов отац је умро 27. априла 1630.
После првих успеха, и свестан значаја холандске престонице, Рембрант је 1631, заједно са Ливенсом, напустио лајденски атеље и преселио се у Амстердам. Ту је радио за трговца уметнинама Хендрика ван Ујленбурга, који је имао велику радионицу у којој су се сликале копије и радиле рестаурације. Убрзо је почео да добија наруџбине од богатих трговаца. Следеће године штатхоудер је на наговор Константина Хајгенса купио неке његове слике и наручио циклус Христове пасије. Године 1632. Рембрант добија наруџбину за слику Час анатомије доктора Николаса Тулпа, коју је завршио исте године. Те године укупно је насликао 30 слика. Рембрант је радио као шеф Ујлнбургове радионице пре пријема у сликарски мајсторски цех, што је био уобичајен пут професионалног напредовања.

### Рембрант и Рубенс
Током Рембрантовог раног амстердамског периода често се осећало моћно присуство Питера Паула Рубенса. Дуго су историчари уметности говорили о Рубенсовом утицају на Рембранта кад год су покушавали да објасне рубенсовске елементе у његовом раду. Међутим, можда је прикладније посматрати Рембранта као уметника који се мерио са Рубенсом — што се може видети, на пример, у поређењу између Рембрантовог Скидања с крста (1632/33) и графике настале према Рубенсовом Скидању с крста, дела које је Рембрант несумњиво користио као референцу. Такво поређење показује како темељито је Рембрант трансформисао Рубенсов херојски патос у снажан реализам који код посматрача изазива дубок осећај саосећања с Христовим страдањем.
Ипак, Рембрант је током овог периода сигурно узимао Рубенса као модел за сопствене уметничке амбиције. Већ поменута недовршена серија графика са призорима Страдања Христовог, за коју је Рембрант израдио различите уљане скице намењене професионалним граверима, један је од примера тога, јер одражава грандиозност Рубенсових пројеката. Током раних година у Амстердаму, Рембрант је створио и неколико алегоријских и историјских композиција са фигурама у природној величини, што показује амбицију сличну оној коју је имао Рубенс. Постоје различити показатељи да је таква дела сликао из сопствене иницијативе. У ствари, она су можда првенствено служила као демонстрациони радови. У том погледу, Рембрант се оштро разликује од Рубенса, који је своја велика алегоријска и историјска платна стварао уз помоћ добро организоване радионице, производећи их за различите европске дворове и цркве.
Документовано је да је Рембрант поклонио велико платно Константајну Хајгенсу — који је у то време био секретар принца Фредерика Хендрика, холандског намесника — као знак захвалности што је Хајгенс посредовао у његовим контактима с двором. С обзиром на забележене димензије слике, могло би се радити или о Ослепљивању Самсона или о Данаји (обе слике из 1636. године, у својим првобитним верзијама). Међутим, изгледа да Хајгенс није прихватио поклон.
За разлику од Рубенса, који је примао значајне наруџбине од различитих дворова, Рембрант је добио само једну важнију поруџбину овог типа. Хајгенс је у Рембрантовом атељеу видео његово лајденско ремек-дело Покајани Јуда (1628/29) и дубоко га је импресионирала његова наративна снага. Делујући као посредник двора, од око 1630. године охрабривао је принца да откупи неколико Рембрантових слика. Ове куповине су трајале све до 1646. године и већином су се односиле на слике које су заједно чиниле циклус Страдања са седам призора из Христовог живота. Међутим, контакти са двором остали су спорадични. Ако се претпостави да је Рембрант имао амбицију да постане дворски сликар (улогу коју је из своје утрехтске радионице испуњавао Герит ван Хонторст), мора се закључити да није успео. Штавише, Рубенс је за различите дворове обично сликао велика платна са фигурама у природној величини, док је Рембрантов циклус Страдања за Фредерика Хендрика био скромнијих димензија и испуњен мноштвом ситних фигура.
Могуће је да су неке од Рембрантових историјских призора куповали мецене који су му наручивали портрете. Повремено се историјске слике помињу у инвентарима заједно с портретима које је насликао Рембрант, што би могло указивати на то да су поједини наручиоци, уз портрет, искористили прилику да набаве и неку од његових историјских композиција.

### Самосталност и брак
Дана 2. јула 1634. Рембрант се венчао са Саскијом ван Ујленбург, нећаком његовог патрона и кћерком богатог грађанина. Исте године постао је члан удружења мајстора-сликара. То му је омогућило да као самостални мајстор узима ученике. Године 1635. радио је на сликама Исакова жртва и Самсон оптужује свога свекра. Рембрантов први син Ромбертус (или Ромбартус), крштен је 15. децембра 1635, али је преминуо после неколико месци. Брачни пар Рембрант се 1636. преселио из куће трговца Ујленбурга у сопствени дом. Поред уметничке активности, Рембрант се тамо бавио сакупљањем уметничких, историјских и научних експоната, биљака, животиња и предмета из егзотичних земаља (попут Индије). Рембрантови рођаци су 1638. тужили Саскију због прекомерног трошења имовине. Тврдили су да је потрошила готово 40.000 гулдена које су очекивали као наследство. Исте године рођена је кћерка Корнелија, која је брзо преминула као и син.
Рембрант је 5. јануара 1639. купио нову кућу у којој се данас налази Музеј Рембрантове куће (Museum Het Rembrandthuis). За њу је узео кредит који је намеравао да врати за 5 до 6 година. Последњу слику из циклуса Христових пасија израдио је 1639. Наредна година, 1640, била је година када су Рембранта погодиле две трагедије; 29. јула крштена је његова друга кћи која је убрзо умрла, док је месец дана касније умрла његова мајка.
У то време сликао је и израђивао графике са мотивом пејзажа. Други син, Титус, крштен је 22. септембра 1641. Наредне године завршио је слику Ноћна стража. Супруга Саскија умрла је 14. јуна 1642. Овај догађај је јако потресао сликара. Претходних година је сликао много, док је сада сликао доста мање. Мећу ретке слике и графике из овог периода спада Графика од 100 гулдена. Јако се посветио улози оца свога сина Титуса. То је приметно у његовим делима, на пример на цртежу који приказује човека који храни дете. Као помоћ у домаћинству, ангажовао је Гертге Диркс (Geertghe Dircx), која је постала врло блиска са дететом. Тако је Титуса означила као свог главног наследника у тестаменту написаном током болести 1648. Рембрант се 1649. оженио знатно млађом Хендрикје Стофелс.

### Финансијски проблеми и последње године
Гертге Диркс је 1649. тужила Рембранта за неиспуњено обећање после једне свађе. Хендрикје је сведочила протв ње, па је Гертге изгубила спор и провела неколико година у затвору.
Сицилијански мецена Антонио Руфо је од Рембранта 1652. наручио слику Аристотел са Хомеровом бистом. Упркос повољним наруџбинма, приходима од продаје графика и хонорару за подуку ученика, није успео да покрије дугове и морао је да још позајмљује. Хендрикје Стофелс је 1654. позвана да пред црквеним судом објасни природу свог суживота са Рембрантом, јер се сматрало да је овај однос грешан. Она је Рембранту родила трећу кћи, крштену 30. октобра 1654, која је такође добила име Корнлија.
Рембрант је 17. маја 1656. преписао власништво над кућом своме сину Титусу, и ускоро после тога је банкротирао. У наредне две године кућа, покућство и уметничка колекција су продани на аукцијама. Приход није био довољан да се дугови сасвим измире. Рембрант се преселио у део града у коме у живели сиромашни. Ту је водио повучен живот дружећи се са менонитима и Јеврејима. Титус је после дугог процеса успео да издвоји своје наследство из стечајне масе. Он и Хендрикје су 1660. отворили трговину за прођу Рембрантових радова. Преко ње су успостављани пословни контакти, уговори и организована подука ученика. Руфо је 1661. добио слику Александар Велики и наручио слику Хомера. Хендрикје Стофелс је умрла 1663.
Титус је постао пунолетан 1665. и примио своје наследство. У то време Рембрант је радио на слици Јеврејска невеста. Три године касније, умро је син Титус, и сахрањен 7. септембра 1668. Пре тога Титус је био у браку око 6 месеци. Рембрант се тада преселио код кћери. После рођења унука, био му је кум 22. марта 1669. Рембрант је умро 4. октобра исте године. Слика Самсон у храму остала је недовршена. Сахрањен је 8. октобра у цркви Весткерк у Амстердаму.

### Рембрант колекционар
Већ током свог периода у Лајдену, Рембрант је можда почео да гради оно што ће постати богато разнолика лична колекција. Од 1628. године његова дела приказују пажљиво осликане етнографске и друге предмете. У том периоду, могуће је да је почео да ствара збирку натуралија (природних објеката попут шкољки и корала) и артифицијалија (рукотворина и занатских дела, попут медаља, гипсаних одливака биста грчких филозофа и римских царева, оружја и музичких инструмената из различитих култура). Ова колекција је такође садржала бројне графике и слике других уметника или оне настале по њиховим делима, као и, између осталог, неколико могулских минијатура. Величина и обим ове збирке познати су из пописа Рембрантове имовине из 1656. године, када је, заједно с кућом, цела збирка морала бити продата на аукцији у узалудном покушају да се подмире захтеви његових поверилаца.
Реконструкција Рембрантове збирке — онако како је можда изгледала око 1650. године и како ју је он чувао у својој „соби уметности” (kunstkamer) — може се видети у Музеју Рембрантове куће у Амстердаму.
Функционални значај ове збирке за самог Рембранта још увек није сасвим јасан. Да ли је то био само низ различитих реквизита за атеље или гомилање драгоцених предмета ради трговине? Познато је да је Рембрант био активан и као трговац уметнинама. Или је то можда била енциклопедијска збирка, која му је омогућавала улазак у више друштвене кругове? Када је реч о збирци графика и слика, она је сигурно била извор Рембрантовог значајног познавања историје уметности, што се повремено одражавало и у његовим делима. Тешко је отети се утиску да је за Рембранта колекционарство готово била зависност. Након што је продао своју кућу и преселио се у много мању изнајмљену кућу, убрзо је поново почео да купује дела и ствари за своју збирку. До тренутка његове смрти, две собе те куће биле су испуњене новом збирком.
Али, да ли је он заиста банкротирао искључиво због своје колекционарске маније и лошег управљања финансијама у вези с кућом? Историјски контекст пружа још један траг о његовом банкроту: он се догодио у време када су многи други уметници банкротирали, а и разне друге пословне делатности запале у финансијске тешкоће. Показало се да је овај талас инсолвентности поклапао с Првим англо-холандским поморским ратом (1652–54), када је блокада холандске обале задала озбиљан ударац трговини Холандије са Истоком. Постоје докази да су управо произвођачи луксузне робе — а Рембрантове скупе слике свакако спадају у ту категорију — највише страдали услед тога. Ова општа финансијска криза, изазвана блокадом, довела је до тога да повериоци затраже повраћај својих дугова. Документарни докази сугеришу да је управо овај ефекат рата био фаталан за Рембранта.

## Дела
Рембрант је радио као сликар и графичар, водио је сликарску радионицу и подучавао ученике. Био је пре свега успешан портретиста, али се претпоставља да је себе пре свега сматрао историјским сликаром. Његово дело се састоји из портрета и аутопортрета, пејзажа и обрада библијских и митолошких тема.

### Ноћна стража
Једно од најпознатијих Рембранових дела је Ноћна стража. У деценији пре израде овог великог дела, посебно у другој половини 1630-их, уметник чијим је делом Рембрант био највише заокупљен био је Леонардо да Винчи, нарочито његовом Тајном вечером коју је познавао из једне гравире-репродукције. Урадио је неколико скица (1635) ове Леонардове композиције где се јасно види да га је највише интригирао проблем симетрије и асиметрије у груписању фигура. Самсонова свадба из 1638, може се сматрати Рембрантовим покушајем да надмаши Леонарда у решавању овог композиционог проблема и да постигне много живописнију сцену него што је Леонардо постигао у Тајној вечери.
У раздобљу од 1640 до 1642. Рембрант је радио на великом групном портрету који приказује чланове амстердамске грађанске (или цивилне) милиције. У породичном албуму који припада капетану ове милиције дело је описано као: „… капетан издаје наредбу свом поручнику… да поведе своју јединицу милиције…”. Ово имплицира да су се 34 фигуре на слици — заправо само 18 милицајаца од око њих стотину који су хтели да буду портретирани, плус 16 додатних фигура које је Рембрант по властитом критеријуму додао да би сугерисао велику групу људи — окупиле непосредно пре него што ће се јединица састати ради параде.
У слици ове сцене, која ће касније добити име Ноћна стража, Рембрант је начинио револуцију у групном портрету као део свог сталног напора да постигне максималну живописност у својим делима. Речима Ван Хохстратена (Van Hoogstraten), једног од Рембрантових ученика, „Рембрант је портрете који су наручени подредио слици као целини”.
Према ван Хохстратену, Ноћна стража је од почетка замишљена као целина (eenwezich). Рембрантове намере у том смислу тешко су разумљиве у данашњем стању слике, будући да је скраћивана са свих, а највише с леве стране. Као резултат, фигуре капетана и његовог поручника померене су у центар у сам први план композиције. Копија, коју је насликао Герит Лунденс (Gerrit Lundens) убрзо након завршетка Ноћне страже, показује да је оригинална композиција била много динамичнија и складнија него што то тренутно стање сугерише.
Тренутно стање слике открива кључни проблем дела, који је уједно и најинтригантнија карактеристика. Две интензивно осветљене фигуре доминирају композицијом: девојка у средњем плану и поручник у првом плану. Обе фигуре носе жуте костиме, што појачава ефекат светлости. Због овог двоструког „ефекта рефлектора”, тон слике као целине делује пригушено. Последично, слика оставља утисак таме, што је вероватно допринело да добије назив „Ноћна стража”. Ван Хохстратен, који је хвалио јединство у композицији, критиковао је свог учитеља рекавши: „Волео бих да је [Рембрант] унео више светла у њу”. Ван Хохстратенове примедбе објављене су у његовој књизи о уметности сликарства. Његове белешке о подређивању портрета целини, као и о недостатку светла на слици, допринеле су миту о одбацивању Ноћне страже од њених наручилаца и Рембрантовом каснијем „паду”.

### Портрети
На портретима му је успевало да уверљиво представи ликове у некој активности. У историјским композицијама сликао је мотиве које пре њега нико није користио, или је старе мотиве представљао на нов начин. У многим Рембрантовим делима мајсторски је коришћен контраст светлог и тамног (кјароскуро). Рембрантови аутопортрети илуструју како је видео себе као уметника и како је старио. Посебно су на графикама видљиви различити изрази лица и гестови који су служили као студије. Рембрант је насликао и нацртао мали број пејзажа и жанр сцена. Слика „Мртви паунови“ је једина његова позната мртва природа. Многе од цртежа Рембрант је начинио искључиво у сврху обуке својих ученика.

### Бакрописи
Рембрант је израђивао бакрописе већим делом своје каријере, од 1626. до 1660. када је био принуђен да прода своју штампарску пресу и практично прекине са бакрописом. Једино током несрећне 1649. није створио ниједан датирани бакропис. Са лакоћом је радио бакрописе и, иако је познавао и некада користио технике бакрореза, слобода технике бакрописа је постала темељ његовог дела. Познавао је све фазе поступка израде бакрописа и извесно је да је сам отискивао макар ране примерке својих бакрописа. Првобитно му се стил ослањао на цртеж, али се убрзо преоријентисао на сликарски приступ користећи мноштво линија и бројна нагризања плоче киселином, чиме су линије добиле разноврсне дебљине. Крајем 1630-их, упростио је свој стил и користио је мање нагризања киселином. На чувеном бакропису Христос лечи болесне радио је у фазама током 1640-их. То је било „преломно дело усред уметничке каријере“, из кога се развио његов стил бакрописања.
Иако је овај бакропис сачуван у само у примерцима из прве две серије, приметне су преправке у завршној верзији о чему сведоче многи цртежи.
У зрелим делима из 1650-их, Рембрант је био спремнији да импровизује, тако да су велики отисци рађени у до 11 серија, често радикално другачијих. Сада је користио шпартање да дочара тамне површине, које су често велике. Експериментисао је и са ефектима штампе на различитим врстама папира. Често је користио јапански папир и папир од животињске коже. Почео је да примењује „површинске тонове“, остављајући танак слој мастила на појединим деловима графичке плоче, уместо да га потпуно уклони. Чешће је користио суву иглу, посебно у приказима замагљених пејзажа.
Његови отисци третирају сличне теме као и његове слике. У бакропису је израдио 27 аутопортрета, док су други портрети ређи. Израдио је 46 углавном малих пејзажа, који су постали узор у представљању пејзажа у графичкој уметности све до краја 19. века. Трећина бакрописа се односе на религијске теме, неки од њих одишу једноставношћу, док су други монументални. Неколико еротских композиција нема еквиваленте у његовом сликарском делу. Рембрант је поседовао, док није био принуђен да је прода, изузетну колекцију графика других уметника. У његовим бакрописима су видљиви утицаји које је примио од Мантење, Рафаела, Херкулеса Сегерса и Ђованија Кастиљонеа.

## Рембрантово наслеђе
Рембрант је познат по изузетној психолошкој проницљивости, тј., способности да прикаже човека у његовим разноврсним емоционалним стањима. Такође је био изузетно надарен и свестран као уметник; начин на који је користио перо и мастило или креду, иглу за бакропис или сликарску четкицу одражава велику осетљивост и спонтаност, док његова дела преносе осећај слободе и стваралачке снаге. Рембрант је промишљао и експериментисао са сликарским питањима оштром интелигенцијом и оригиналношћу — са могућностима композиције, улогом тона и боје у стварању сликовног простора, светла, сенке и рефлексије, као и начинима варирања својстава боје ради постизања специфичних ефеката.
Још један аспект Рембрантовог генија јесте његова проницљива и пуна љубави пажња према свету који га је окруживао. У приказима жена и деце, животиња и пејзажа, показао је дубоко разумевање значајних детаља, али их је бележио с невероватном слободом и економичношћу израза. Ова двострука особина учинила га је узором каснијим уметницима и, на одређени начин, једним од првих „модерних” уметника.
Рембрант је био иноватор у техници у сва три медија у којима је стварао. Од својих раних, живописних историјских слика до светлуцавих тканина касних дела, јасно је да је непрестано трагао за новим стилским изразима и да припада оној реткој групи уметника чији се развој никада није зауставио. Његова уметничка еволуција достигла је врхунац у његовом изузетном касном стилу, који се обично сматра зенитом његовог стваралаштва. У том смислу, може се упоредити са сликарима попут Тицијана и Гоје или композиторима попут Бетовена и Вердија.

## Атрибуција и истраживања
Током 1920-их истраживачи су Рембранту приписивали више од 700 слика, док данас преовлађује мишљење да се његово укуно дело састоји из око 350 слика, 300 графика и 1000 цртежа.
Парадоксално, Рембрантов непрестано променљиви стил, који делује толико лично, његови ученици су верно опонашали у свакој његовој фази. То је било у складу са уобичајеном радионичком праксом његовог времена. Међутим, пошто су многи млади уметници желели да се школују у Рембрантовој радионици, ова пракса — у којој су ученици производили слике и бакрописе који су се могли продати као дела у Рембрантовом стилу — касније је изазвала велику конфузију (која још увек није у потпуности разрешена) у погледу аутентичности многих дела која су традиционално приписивана Рембранту.
Истраживачки пројекат о Рембранту (Rembrandt Research Project) спровео је детаљно истраживање аутентичности слика које су му приписиване. Међутим, многа дела која су преживела довољно дуго да буду испитана претрпела су значајна оштећења услед околности времена. Нека су потамнела, друга су промењена у формату, а нека су превише агресивно чишћена и рестаурисана. Ипак, једно је сигурно: број лажних Рембрантових слика је занемарљив, јер су се многи радови из његове школе могли лако — често са лошим намерама — унапредити у „праве” Рембранте или су дуго остајали непрепознати као школски радови због своје сличности са (искривљеном) представом о Рембрантовом личном стилу.
Слични проблеми атрибуције, који се односе на Рембрантове слике, наставили су да праве потешкоће и у проучавању његових цртежа. Додатни изазов представља чињеница да је велики број његових цртежа изгубљен.
Питања аутентичности појавила су се и код Рембрантових бакрописа, мада у мањој мери него код слика и цртежа. Постхумна отискивања са његових бакрорезних плоча, која су настављена све до 19. века, као и производња фотографских факсимила, изазвала су додатну конфузију. Истраживачи су успели да идентификују око 80 сачуваних Рембрантових бакрорезних плоча.
Некада су истраживачи имали потешкоћа у проналажењу метода за решавање питања атрибуције и уметничке праксе Рембранта. Овај проблем делимично је проистекао из чињенице да је врло мало Рембрантових дела тако јасно документовано да не би било никакве сумње у њихову аутентичност. Због тога је темељ за реконструкцију његовог опуса веома сужен. Истовремено, Рембрантове писане изјаве о уметничким и биографским питањима изузетно су ретке. Сачувано је само неколико његових (пословних) писама, а она ретко дотичу уметничке теме. Због ове оскудице савремених извора, истраживачи су се дуго осећали примораним да спекулишу о питањима аутентичности.
Истраживање Рембранта направило је значајан помак у каснијим деценијама 20. века, када су његова дела и дела његове школе почела да се испитују као материјални објекти подложни научним методама истраживања. Ове анализе пружиле су драгоцене информације о уметниковој техници и, посредно, о његовим идејама о уметности и подучавању. Повезујући ове налазе са савременим уметничким трактатима (посебно са књигом о сликарству Рембрантовог бившег ученика ван Хогстратена, објављеном 1678. године), истраживачи су успели да реконструишу одређене аспекте тадашње уметничке теорије и терминологије које су могле обликовати Рембрантове идеје и праксу. Откривена је велика количина нотарских извештаја и других докумената о правним, финансијским и породичним питањима, а све већи број пронађених архивских записа осветљава ране власнике Рембрантових дела. Као резултат, проучавање Рембранта наставило је да се развија и у 21. веку. Резултати ових истраживања увек ће оставити простор за нова тумачења, јер се историјске перспективе непрекидно мењају.

### Позната дела
- Ноћна стража
- Час анатомије доктора Николаса Тулпа
- Јеврејска невеста
- Ана и Тобија
- Жена ухваћена у прељуби
- Белсазарова гозба
- Блудни син у крчми
- Повратак блудног сина
- Завера Клаудија Цивилиса
- Аврам и Исак
- Скидање са крста
- Артемизија
- Данаја
- 36 аутопортрета

## Галерија
- Ноћна стража
- Јеврејска невеста
- Повратак блудног сина
- Графика-Рембрант црта уз прозор
- Рембрант, аутопортрет
- Час анатомије доктора Николаса Тулпа
- Белесазарова гозба
- Христос у Емаусу